# روما إي بريكس 2018
روما إي بريكس 2018 (بالإيطالية: E-Prix di Roma 2018)‏ هو سباق سيارات فورمولا إي الكهربائية
أقيم بتاريخ 14 أبريل 2018 في Circuito Cittadino dell'EUR ‏، إيطاليا، وكان السباق 7 من أصل 12 في بطولة العالم للفورمولا إي 2017–18، وكان أول المنطلقين فيليكس روزنكفيست ‏.
فاز بالمركز الأول  سام بيرد ‏، وكان صاحب أسرع لفة دانيال أبت ‏.